# Зојдерзе
Зојдерзе (хол. Zuiderzee; ИПА: ) или Јужно море, бивши је плитки залив Северног мора на северозападном делу Холандије. 
Залив је био дужине око 100 км и ширине 50 км, а највећа дубина од 4 - 5 метара, са површином од 5000 км². У ХХ веку, велики део залива је насипима издвојен из Северног мора, тако да је вода у заливу одвојена и фактички бивши залив је постало језеро. Ово заливско језеро постало је познато и као Зојдерско језеро, названо по бившем заливу или под именом језеро Ејселмер, названо по реци Ејсел, која је рукавац делте реке Рајне и којој је бивши залив био ушће.

## Историја бившег залива
У давна времена, на месту доскорашњег залива налазило се Флевонско језеро. Његове димензије су биле много мање од данашњег језера, а са морем га је повезивао канал. Цели базен се састојао од комплекса језера, мочвара, канала и одвода (протока) који се третирају као једно језеро. Постепено, цели базен се међусобно повезао, формирајући јединствени водени ентитет. Северни део овог воденог простора остао је повезан са морем.
Током раног средњег века, због постепеног пораста нивоа мора и честих олуја, обала је еродирала (Нпр. Поплава на дан Свих Светих, 1170. године). Канали који су повезивали језеро према мору, постепено су се увећавали. Године 1287. током велике поплаве, пешчана баријера у Текелу је уништена, а језеро је дефинитивно постало залив, који је био познат као Зојдерзе. Ова природна катастрофа је створила услове за развој и ширење једног тада малог села Амстердама у велику поморску луку и ценар трговине и стецишта морнара.
Пре изградње нових брана, које су ојачане у XV веку, облик залива се незнатно променио, као и учесталост поплава у том заливу. На пример, 18. новембра 1421. године као резултат пада бране, поплављено је 72 села и настрадало око 10.000 људи.

## Географија и развој
За време постојања Зојдерског залива, на овом простору су основана многа рибарска села, а нека од њих су прерасла и у утврђене трговачке градове, као што су Кампен у Оверејселу, Амстердам, Хорн, Енхејзен и други градови у провинцији Холандија. Ови градови су са трговином продирали све до лука на Балтичком мору, заједно са Енглеском и Ханзом, а касније и учествовали у формирању колонија широм света. Трговина је касније почела опадати, па је утицај већих градова постепено опао и привреда се враћа рибарству и индустријској производњи. Од средине ХХ века, главни извор прихода постаје туризам.
У заливу су постојала четири мала острва: Виринген, Шокланд, Урк и Маркен. Становници ових острва су углавном вековима били познати као рибари. Сада, сва ова бивша острва су постала део полдера, тј. вештачке копнене масе.
У реализацији пројекта „Зојдерзе", 1932. године, залив је затворен и прекинута је веза са Северним морем вештачком браном, који се зове Афслујтдејк (хол. Afsluitdijk ИПА: ). Стварањем ове бране је била је реакција на поплаве које су се десиле у јануару 1916. године. Планови за затварање Зојдерзеа развијале су се преко тридесет година. Са завршетком бране Афслујтдејк 1932. године, залив је постао језеро, што је за пољопривреду и употребу у домаћинству значило доступност велике количине свеже воде. Део залива је исушен, а створени су полдери Вирингермер, Нордостполдер, те источни и јужни Флеволанд, чиме је формирана покрајина Флеволанд.